# Nikolaj Alexejevič Ponomarjov
Nikolaj Alexejevič Ponomarjov (rusky Николай Алексеевич Пономарёв; 27. října 1927 Petrovsk-Zabajkalskij – 2014) byl sovětský hrdina socialistické práce. Vzdělání a titul inženýra získal na Sibiřském metalurgickém institutu. Vypracoval se na generálního ředitele metalurgického závodu Ižstal (byl jím v letech 1980-1988) a je nositelem řady vyznamenání.